# 兵棋演習
兵棋演習（へいぎえんしゅう、英: War game, Military Simulation）は、状況を図上において想定した上で作戦行動を再現して行う軍事研究である。
日本において、自衛隊は「指揮所演習（Command Post EXercize, CPX）」と呼称し、報道される事もあるが、日本軍時代から多用されてきた「兵棋演習」の表現が用いられる場合もある。また「図上演習（War game）」、「机上演習（Table Top eXercise, TTX）」という言葉も存在し、軍事分野の訳語ではしばしば混同されるが、英語において異なるため、本項では兵棋演習という表現を用いる。

## 概説
兵棋演習では2個以上の対抗勢力による作戦を研究するために、地形や敵情についての定量的なデータを踏まえながら確率を活用しつつ状況を再現する。参謀本部や軍令部（ないし相当の機関）或いは実戦部隊において、作戦計画の立案や分析などの研究のために行われている。また軍学校では学生に対する戦術学の応用教育のために用いられる。1823年にフォン・ライスヴィッツが原型を構築し、日本では明治22年に一学科として位置づけられた。
作戦領域となる地形図、彼我の部隊を示す赤と青の軍隊符号、部隊の運動や方向などを描き込む際に用いる製図用具、偶発的な事柄の勝敗を決めるサイコロ、火力の効力を規定する火効表などが必要な物品であったが、現代ではコンピュータなどの電子機器、ソフトウェアの支援を受けて遂行される。
兵棋演習では演習員だけでなく、統裁官が必要となる。演習は演習員が逐次変化する状況を判断した上で決定を下すという形で進行する。その際に必要な審判は、予め定めた数値的な審判基準と統裁官の判断に基づいて行われる。統裁官は演習の進行状況を踏まえたあらゆる統裁と審判の権限を持っており、演習員がその審判に反することはできない。また戦術教育としての兵棋演習の終了時には統裁官によって各演習員の状況判断と決心が講評される。従って統裁官には実践的かつ客観的な経験と判断が求められるために、通常は古参の高級将校が任せられる。
また兵棋演習は概ね軍事的な状況に着目して行われるが、政略的な状況を組み込んで行われる場合（Politico-military gaming、Political-military Simulation、直訳では政治軍事演習）もある。この場合は軍事の他政治、外交、経済、心理、社会、技術およびその他の要因の相互作用を含んだ情勢の模擬研究として設定され、戦略レベル以上の高度な情勢についての研究が行われる。
チェスター・ニミッツは第二次大戦時の対日戦は海軍大学校で学んだ兵棋演習の再演であり、予期できなかったのは神風攻撃のみだったと語っている。一方で、アーレイ・バークは兵棋演習では実戦における精神的重圧が再現できないことを問題視している。
訓練用のシナリオとして様々なパターンが考案されているが、実在の国家を標的にすると外部に流失した際に外交問題に発展することもあるため、あえて敵をゾンビに設定するなどの配慮も行われている。

## 歴史

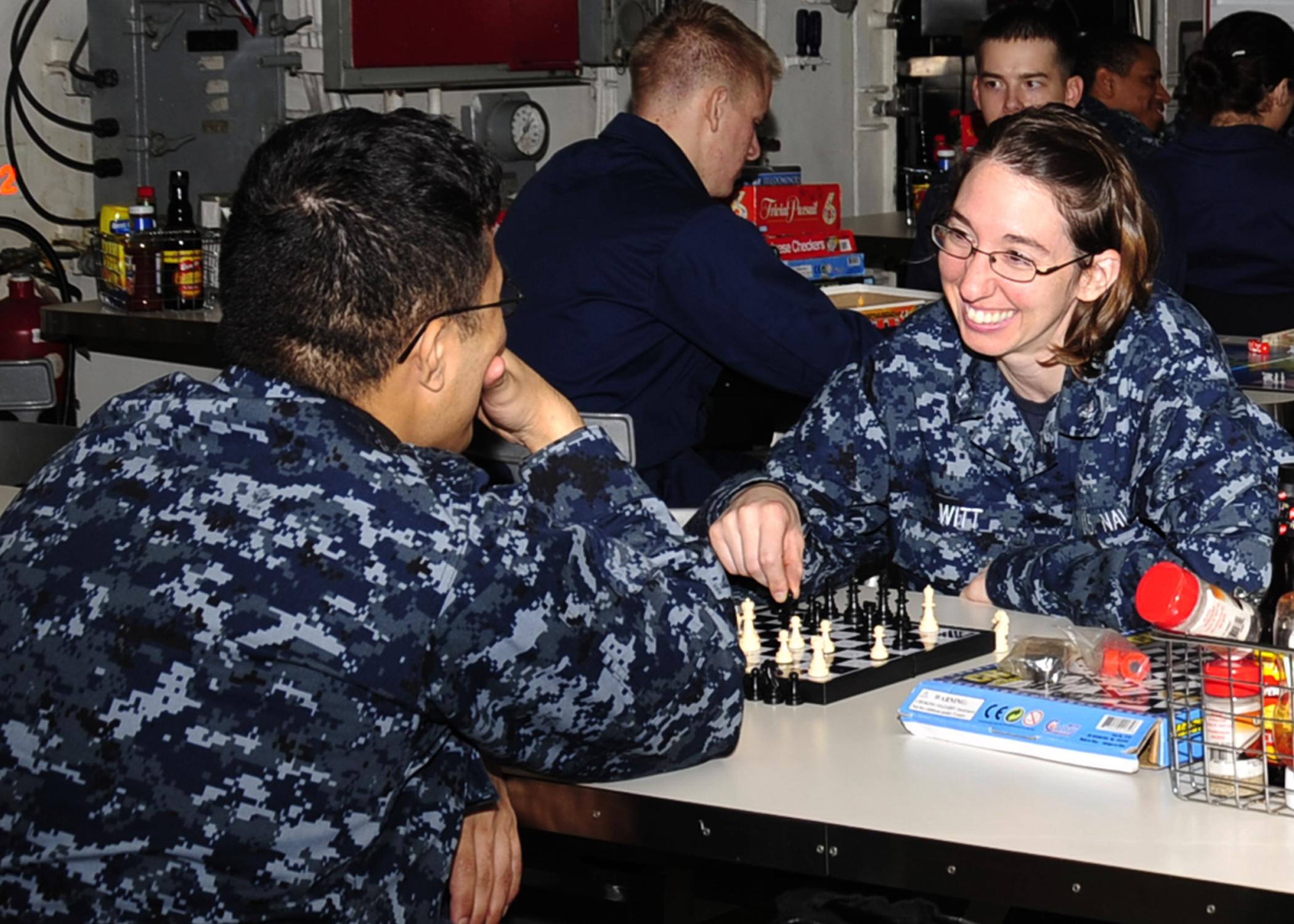
空母艦上で行われるチェス大会

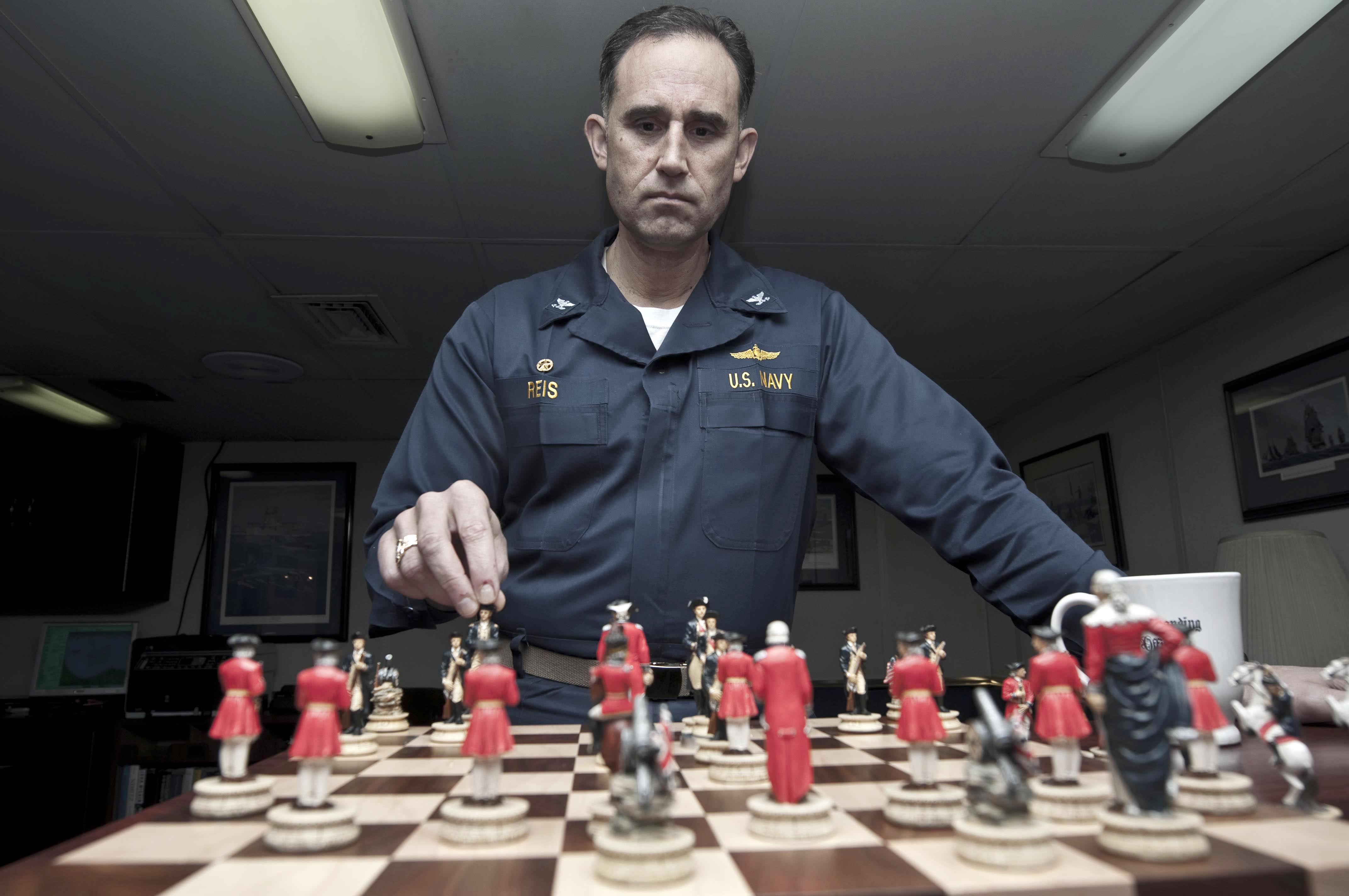
チェスを指すアメリカ海軍士官（強襲揚陸艦ナッソー艦長のロナルド・レイス）

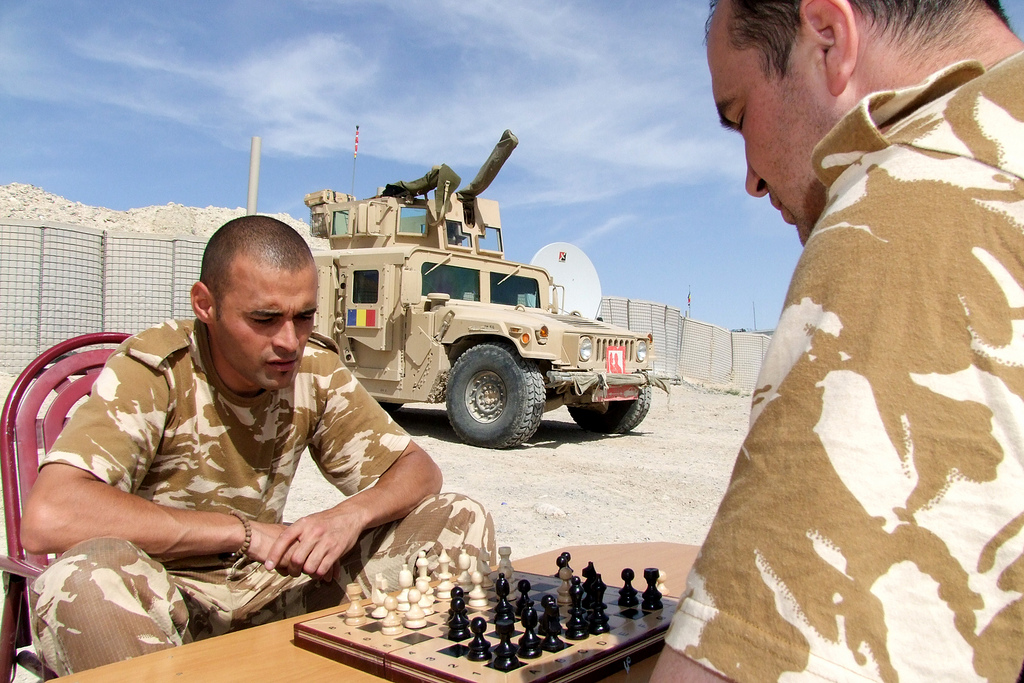
休憩中にチェスを指すルーマニア陸軍兵士（アフガニスタン、2009年）

兵棋演習の起源は定かではないが、前近代において図上に軍事的状況を再現して研究するものとして古代インドのチャトランガやヨーロッパでのチェスがある。このような盤上遊戯には、任務の達成のために戦力の測定や地形効果の認識、戦術案の検討などを含めた軍事的思考が求められるが、具体的な野戦の研究にとってはあまりに内容が抽象的であった。
17世紀中ごろにチェスの枠組みに軍事に関する詳細な取り決めが導入され、軍事研究の道具として初めて精密化されるようになった。軍事史においてこのように体系化された最初の兵棋演習の記録は1664年のドイツのウルムにおいて実施された『王者の遊戯』(Königspiel)である。これはチェスを基本にしながらより大規模な方眼状の盤上と30個の駒を使用したものであり、それらの駒には国王や諸々の階級を含めた部隊指揮官、兵卒などと命名されていた。このような兵棋演習は「戦争チェス」(War chess)と呼ばれ、活用することで軍事的能力を向上させることが可能であった。
1797年にドイツ・ブラウンシュヴァイク出身の軍事学者ゲオルク・ヴェントゥリーニは現代の兵棋演習につながる新たなシステムを構築した。これは旧来の「戦争チェス」を参考にしながら内容を発展させたものであり、この作品は『応用戦術と戦争科学のための数学的体系』と命名された。これにはまだ四角形の方眼が使用されていたが、その方眼の個数は3600個に拡大されながらマイルで区切られていた。それぞれの升目には地形効果が色で示され、架空の地形ではなく、フランスとベルギーの国境における現実の地形を用いていた。兵士のほか火砲や集積所・橋などをかたどった駒が採用され、その進め方もチェスのルールではなく、実際の諸部隊の動きに則した方式へ改められていた。さらに19世紀にゲオルク・フォン・ライスヴィッツによって兵棋演習に砂盤を導入し、森林などの地形をより立体的に再現しながら部隊の運用を研究する手法を開発した。部隊は立方体に対応する軍隊符号を与えて識別するようにした。ライスヴィッツの手法は「戦争ゲーム」(Kriegsspiel、War game)として当時のプロイセン軍に認知されるようになり、その後の兵棋演習の基本となった。そしてプロイセンの軍事技術が各国で研究され、あるいは導入されていくにつれて、兵棋演習も各国へ伝播していった。
第二次大戦後のアメリカにおいて、一般向けの娯楽として兵棋演習を簡略化したウォー・シミュレーションゲームが登場し、コンピュータゲーム化もされるなど広く普及している。
現代は軍事研究として行われることはないが戦略的思考のトレーニングになるため、欧米の軍隊では士官学校、駐屯地、艦船内にチェスクラブが存在し趣味としてたしなむ者も多い。特にアメリカ海軍の空母ではチェス大会が定期的に開催されている。日本では防衛大学校に棋道部（囲碁と将棋）が存在する。